# Cryptocnemus hemispheroides
Cryptocnemus hemispheroides is een krabbensoort uit de familie van de Leucosiidae. De wetenschappelijke naam van de soort is voor het eerst geldig gepubliceerd in 1971 door Campbell.